# Jack Harkness
El Capitán Jack Harkness es un personaje de ficción interpretado por John Barrowman en la serie de culto británica de ciencia ficción Doctor Who, y en su spin-off Torchwood, donde es el principal protagonista. Aparece por primera vez en la temporada 2005 de Doctor Who, en el episodio El niño vacío (The Empty Child). Desde entonces y hasta el final de la temporada es un regular en todos los episodios, convirtiéndose en el segundo acompañante del protagonista, el Doctor, junto con Rose. Jack vuelve en los 3 últimos episodios de la temporada 2007, a partir del capítulo “Utopía”. Asimismo Jack es el personaje central de Torchwood, serie filial de Doctor Who, ambientada en el mismo universo pero de temática más adulta. 
Jack es un viajero del tiempo procedente del siglo 51, omnisexual (atracción no solo bisexual sino hacia otras especies alienígenas), que cuando aparece por primera vez en Doctor Who es un estafador. No se conoce su verdadero nombre, normalmente se lo llama “Capitán Jack” o “el Capitán”. No obstante, en el episodio final de la segunda temporada de Torchwood, Grey, el hermano desaparecido de Jack, lo llama por este nombre al reencontrarse, lo que podría significar que coincide con su verdadero nombre de pila. Debido a acontecimientos que ocurren al final de la temporada 2005 de Doctor Who, Jack se vuelve inmortal, hecho que desempeña un papel importante en episodios posteriores de ambas series. En el capítulo duodécimo de la primera temporada de Torchwood "Capitán Jack Harkness" se descubre que este no es su verdadero nombre.

## Acontecimientos
Jack es un personaje enigmático y envuelto en misterio, muy reticente a hablar de sí mismo o su pasado. Sin embargo, la historia del personaje se nos presenta tanto en Doctor Who como en Torchwood, a través de flashbacks y explicaciones del propio Jack, relatando hechos de su vida anterior. 
Jack era originariamente un Agente del Tiempo del siglo 51, si bien en ninguna de las dos series se explica en detalle qué es exactamente un Agente del Tiempo. En algún punto fue capturado y convertido en prisionero de guerra. Al descubrir que la Agencia del Tiempo había borrado 2 años de su memoria, decide abandonarla y convertirse en un estafador, adoptando una identidad falsa.
Jack aparece por primera vez en el episodio doble El niño vacío/El Doctor baila, de la temporada 2005 de Doctor Who, en los que adopta la identidad de un capitán norteamericano, voluntario en la Royal Air Force. Conoce a Rose Tyler, la compañera del Noveno Doctor, durante el bombardeo de Londres de 1941, e intenta estafarles. Sin embargo, a lo largo de la temporada, mientras acompaña al Doctor en sus aventuras, Jack se va transformando de estafador a héroe. En el último capítulo de 2005, Jack muere al enfrentarse a los Daleks intentando proteger al Doctor pero Rose, habiendo absorbido el poder del vórtice temporal, lo devuelve a la vida, con el efecto secundario de hacerle inmortal. El Doctor, que se ha sacrificado para salvar a Rose y está a punto de morir y regenerarse, se marcha en la TARDIS con Rose, dejando a Jack atrás, que sólo alcanza a ver la TARDIS desmaterializarse y no entiende nada.
En 2006 apareció Torchwood, con Jack como principal protagonista, liderando una organización secreta asentada en Cardiff (Gales) en la época actual, dedicada a proteger a Gran Bretaña de amenazas alienígenas y estudiar la tecnología extraterrestre que cae en sus manos. En Torchwood Jack es un personaje más oscuro que en Doctor Who. Habiendo sido abandonado tras su resurrección, consiguió, gracias a su brazalete saltador temporal, volver a la Tierra, pero aterrizó en el siglo XIX y el dispositivo se quemó y quedó inservible, y ha estado esperando desde entonces el regreso del Doctor. Sin saber el porqué de su inmortalidad o su abandono, Jack busca respuestas y confía que el Doctor se las pueda dar. Sus compañeros de Torchwood apenas conocen nada sobre él. Las únicas referencias que tienen sobre su pasado es que un hombre con su mismo nombre desapareció en 1941 durante la II Guerra Mundial. Según avanza la temporada van conociendo algunos detalles más sobre su jefe, pero el misterio sigue envolviendo a Jack al final de la misma.
Tras el episodio final de la primera temporada de Torchwood, Jack vuelve a Doctor Who para los tres últimos episodios de la tercera temporada, Utopía, El sonido de los tambores y El último de los Señores del Tiempo, situados narrativamente justo después del final de esa primera temporada de Torchwood. En ellos, el Décimo Doctor ha aterrizado la TARDIS justo encima de Torchwood para recargarla en la falla temporal, y Jack ha oído el sonido de la TARDIS tras activarse el sensor conectado a la mano cortada. Logra agarrarse al exterior de la cabina justo antes de que se dematerialice, y viaja por el vórtice temporal agarrado al exterior de la cabina. El proceso hubiera sido mortal para cualquier otra persona, pero sobrevive gracias a su inmortalidad. Una vez con el Décimo Doctor y conociendo a Martha Jones, se pondrá al día sobre la supervivencia de Rose y conocerá las circunstancias que provocaron su inmortalidad, todo ello mientras desmantelan los planes de El Amo de apoderarse de la Tierra y del Universo.
En el último episodio de la temporada 2007 de Doctor Who se especula con la posibilidad de que Jack pudiera ser el Rostro de Boe, un alienígena de millones de años de edad que ha tenido varias apariciones en la serie en las temporadas 2005-2007. Se expone un comentario de Jack sobre su mote de juventud (sus compañeros lo apodaron el Rostro de Boe, en referencia a su lugar de nacimiento y sus actividades como chico anuncio). La inmortalidad de Jack y su lento envejecimiento a lo largo de los milenios pueden dar pie a que se transforme en el Rostro de Boe, si bien los propios productores afirman que es sólo una insinuación y que prefieren dejarlo por ahora a la libre interpretación de los fanes.

## Características del Personaje

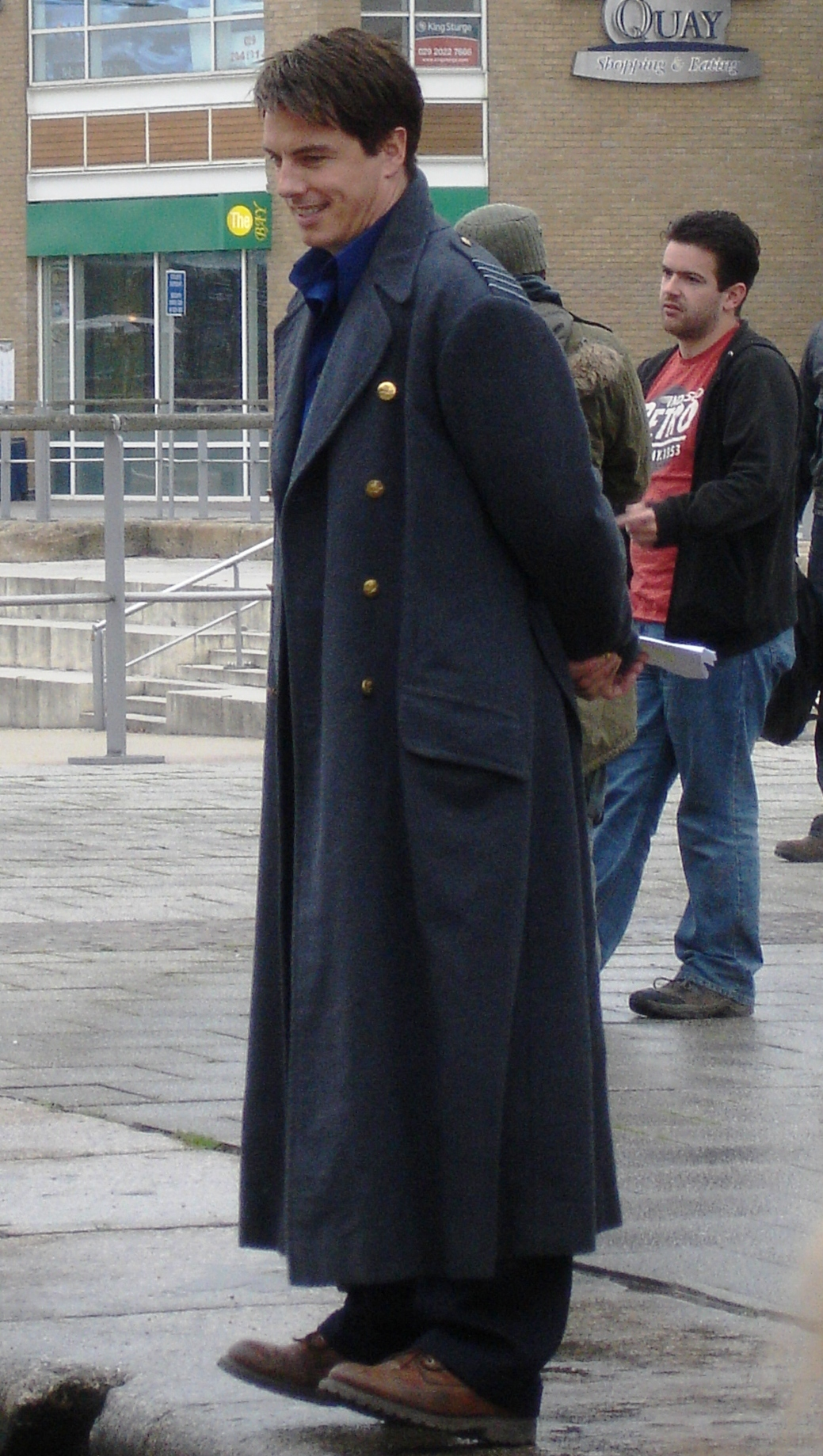
El Capitán Jack Harkness, con su característica gabardina.

### Creación del personaje
Las apariciones iniciales de Jack fueron concebidas con la intención de crear un desarrollo en su personaje, a través del cual se transformase de cobarde en héroe, tal y como afirma John Barrowman, actor que le da vida: “Quise que Jack gustase a los niños, y también que gustase a mujeres, hombres y a todo el mundo. Pero primero quise que la gente lo odiase. Quise que pensaran que era arrogante y agresivo y demasiado seguro de sí mismo. Y quise que siguieran con él el desarrollo y el cambio que experimenta en los episodios finales de Doctor Who” Siguiendo este planteamiento, la primera aparición de Jack nos muestra un personaje de moralidad ambigua, haciéndonos dudar si se trata de un personaje “bueno” o “malo”.
Simultáneamente, Jack se nos presenta como un héroe secundario y un rival para el protagonista de la serie, el Doctor, contraponiendo la lejana naturaleza extraterrestre del Doctor, con la humanidad de Jack. 
En temporadas anteriores de la serie, las compañeras femeninas del Doctor solían ser explotadas como objetos sexuales, debido a la mayoritaria audiencia masculina. Con Jack los productores cambiaron esta dinámica, introduciendo un atractivo compañero masculino.
Jack es multisexual, y el primer personaje de la larga trayectoria de Doctor Who, de más de cuarenta años, en ser abiertamente no heterosexual. En la primera aparición de Jack, el Doctor sugiere que su orientación sexual es muy común en el siglo 51 del que procede, ya que la humanidad de la época trata con numerosas especies extraterrestres y se ha vuelto mucho más flexible sexualmente. En realidad, si bien nunca se ha definido explícitamente su orientación sexual ni en Doctor Who ni en Torchwood, Jack muestra atracción y mantiene relaciones con ambos sexos. Los productores califican a Jack como bisexual o pansexual, como explica John Barrowman: “Jack es bisexual, pero en la serie lo llamamos omnisexual, porque en su contexto la gente mantiene relaciones no sólo con ambos sexos, sino también con extraterrestres que adoptan forma humana y cualquier otro tipo de combinación.” “Jack lo haría con cualquier cosa con un código postal, siempre que le atrajera” ha bromeado el actor en varias ocasiones. Varias referencias a lo largo de Torchwood y comentarios del propio Jack nos muestran que su mente no concibe la monosexualidad.
El propio John Barrowman fue un factor clave en la concepción del Capitán Jack, tal y como explican Russell T Davies y Julie Gardner, principales productores de Doctor Who y Torchwood. Afirman que una vez elegido a John para interpretar a Jack, la personalidad y el carisma del actor les motivaron a desarrollar el personaje en torno a él.

### Desarrollo del personaje
La inesperada popularidad del personaje en Reino Unido condujo a la creación de su propia serie Torchwood, en la que Jack ha perfeccionado su faceta de héroe de acción y ha desarrollado algunos poderes sobrenaturales obtenidos durante su etapa en Doctor Who, siendo el principal de ellos una aparentemente absoluta inmortalidad. Jack vuelve a la vida instantes después de haber muerto, regenera rápidamente sus heridas y disfruta de parcial invulnerabilidad a determinadas agresiones, tales como la radiación. Además Jack no ha envejecido nada en los casi 130 años que han pasado desde su resurrección. A lo largo de la primera temporada de Torchwood Jack también ha dado muestras de tener poderes tales como la capacidad de curar a otros, y un nivel bajo de telepatía, si bien ninguno de estos poderes pueden ser confirmados oficialmente.
El personaje ha sido descrito como “letalmente encantador, atractivo y cautivador” así como “seductor, astuto, inteligente y un hombre de acción”. En Doctor Who, la personalidad de Jack es alegre y despreocupada. Sin embargo, en Torchwood, marcado por los acontecimientos que causaron su separación del Doctor, Jack es un personaje más oscuro y angustiado. Su continua búsqueda del Doctor, su falta de respuestas sobre su situación actual, las consecuencias negativas de la inmortalidad como ver envejecer y morir a sus seres queridos y su papel de líder le han hecho volverse más distante. En Torchwood Jack ironiza sobre la vida más allá de la muerte o la religión, se identifica con personas que desean su propia muerte y no tiene reparos a la hora de matar a personas o extraterrestres. Cuando se reúne con el Doctor en la temporada 2007, Jack obtiene las respuestas que buscaba sobre su estado inmortal. Liberado de la carga que había soportado durante más de un siglo, Jack regresa a Cardiff como un hombre cambiado. Los productores de Torchwood afirman que en la segunda temporada Jack será distinto al de la primera, recuperando parte de su alegría y frescura de sus primeras apariciones en Doctor Who.

### Crítica e impacto
Tras la introducción del personaje en la temporada 2005 de Doctor Who, Jack se volvió tremendamente popular entre los fanes de la serie. Gran parte del éxito del personaje fueron su atractivo, su heroísmo clásico y su desmedido apetito sexual. 
En los medios británicos Jack fue descrito como “el primer compañero gay” del Doctor, así como un “bisexual machote”. La repercusión de Jack es debida en gran parte a su representación de un hombre bisexual, en un entorno de ciencia ficción, para quien su orientación sexual es un hecho, una característica más de su personalidad, y no un problema o algo a destacar. La normalidad con la que se trata la orientación de Jack en ambas series en que participa encarna una declaración de intenciones para cambiar la visión social de la homosexualidad. El productor de ambas series, Russell T Davies afirma: “Veo mucha ciencia ficción en televisión, y es un mundo principalmente asexuado. Con la mayoría del material viniendo de Estados Unidos, creo que los personajes homosexuales y bisexuales no están representados. La ciencia ficción es un mundo demasiado “macho”, demasiado guiado por la testosterona, escrito en su inmensa mayoría por hombres heterosexuales. Creo que Torchwood posiblemente tiene el primer héroe masculino bisexual de la televisión, además de una sexualidad bastante fluida por parte de los demás personajes. Somos un faro en la oscuridad”
La flexibilidad sexual de Jack contribuyó directamente a su éxito y al interés del público, aunque también levantó polémica. En sus primeras apariciones, se cuestionó en algunos ámbitos la introducción de un personaje bisexual en un espacio tan familiar como Doctor Who. Sin embargo, Jack está considerado como un modelo positivo para jóvenes homosexuales y bisexuales, en un mundo televisivo caracterizado por la escasez de dichos modelos positivos. Hoy en día el Capitán Jack es una reconocible figura en la conciencia pública británica, inspirando desde parodias humorísticas hasta juguetes de acción.